# Corentin Koçur
Corentin Koçur (Tourcoing, 17 oktober 1995) is een Belgisch voetballer die bij voorkeur als centrale middenvelder speelt.

## Clubcarrière
Koçur is afkomstig uit de jeugdacademie van Mouscron-Péruwelz. Op 1 maart 2015 debuteerde hij in de Jupiler Pro League in het Jan Breydelstadion tegen Club Brugge. De middenvelder mocht na 72 minuten invallen voor Roy Contout. Op 4 april 2015 kreeg hij zijn eerste basisplaats in de uitwedstrijd tegen KVC Westerlo. In zijn debuutseizoen kwam hij tot een totaal van acht competitieduels.